# Jino

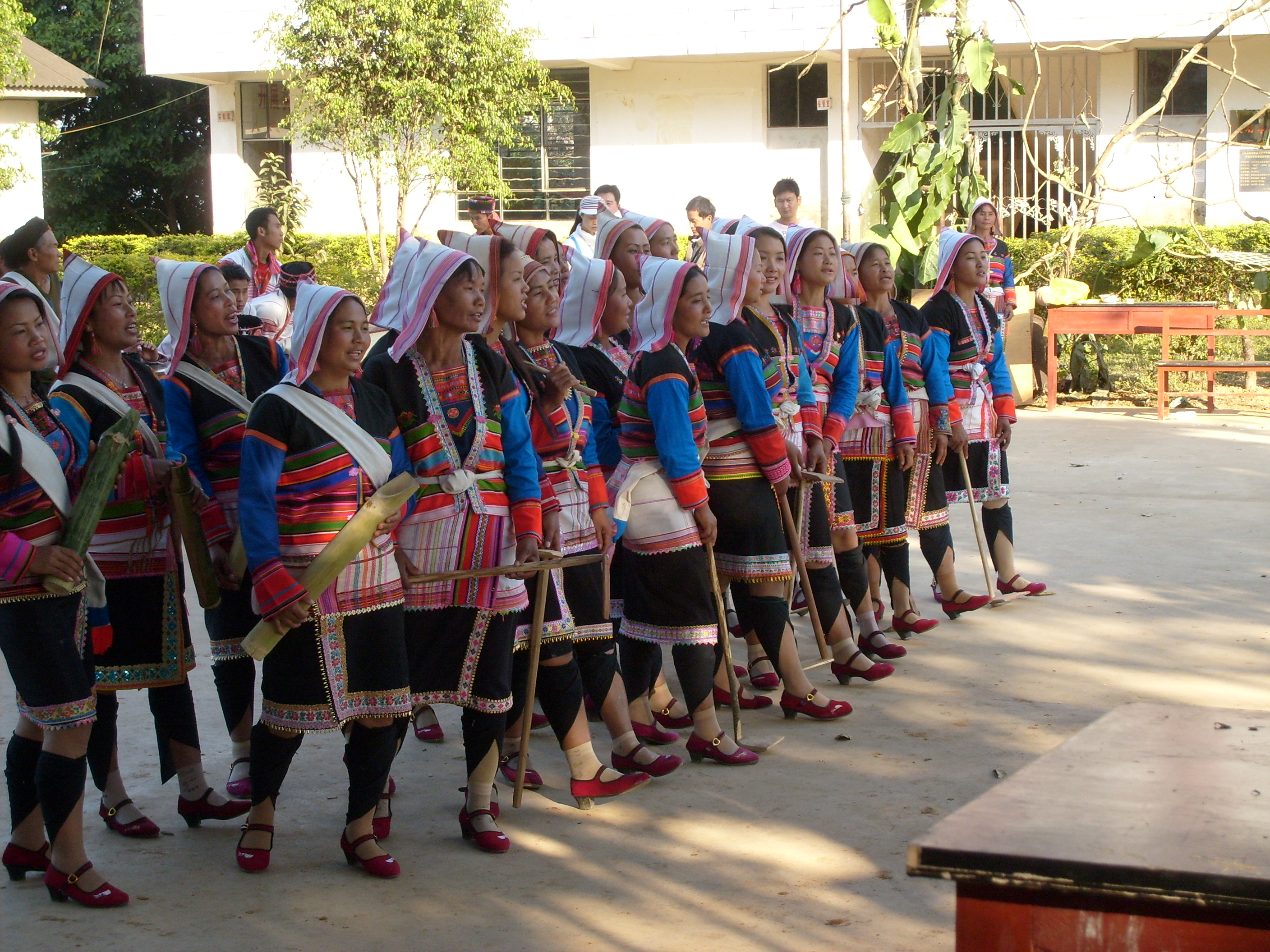
Jino

I Jino (in cinese: 基诺族  Jīnuòzú; nome proprio: tɕyno o kino; Pinyin: Jīnuò zú), o anche Jinuo, sono un gruppo etnico facente parte dei 56 gruppi etnici riconosciuti ufficialmente dalla Repubblica popolare cinese. Vivono principalmente nella prefettura autonoma di Xishuangbanna (provincia di Yunnan), in Cina.
Non si conosce molto sull'origine dei Jino, alcuni studiosi hanno ipotizzato che siano discendenti del vecchio popolo dei Qiang. Una vecchia leggenda racconta che i primi fondatori dei Jino provennero dalle terre a nord della provincia di Yunnan. Una leggenda in particolare racconta di una vedova, di nome Jiezhuo, che fu madre di sette maschi e sette femmine. Questi ultimi si sposarono fra loro e diedero origine alla stirpe dei Jino.
I Jino professano l'animismo e lo sciamanesimo: inoltre hanno una notevole esperienza con le erbe medicinali.

## Distribuzione geografica
La tavola mostra la distribuzione geografica dell'etnia Jino nelle varie regioni cinesi, secondo l'ultimo censimento del 2000 (mostra solo valori superiori ad una percentuale dello 0,10%).
| città, regione, distretto                                            | distretto superiore                        | provincia superiore | numero di Jino | % della popolazione totale di Jino |
| -------------------------------------------------------------------- | ------------------------------------------ | ------------------- | -------------- | ---------------------------------- |
| Città di Jinghong (景洪市)                                           | Xishuangbanna prefettura autonoma dei Dai  | Provincia di Yunnan | 19,250         | 92.11%                             |
| Regione di Mengla (勐腊县)                                           | Xishuangbanna, prefettura autonoma dei Dai | Provincia di Yunnan | 897            | 4.29%                              |
| Distretto di Guandu (官渡区)                                         | Città di Kunming                           | Provincia di Yunnan | 119            | 0.57%                              |
| Distretto di Cuiyun (翠云区)                                         | Città di Simao                             | Provincia di Yunnan | 82             | 0.39%                              |
| Regione di Menghai (勐海县)                                          | Xishuangbanna, prefettura autonoma dei Dai | Provincia di Yunnan | 52             | 0.25%                              |
| Distretto di Wuhua (五华区)                                          | Città di Kunming                           | Provincia di Yunnan | 47             | 0.23%                              |
| Distretto di Xishan (西山区)                                         | Città di Kunming                           | Provincia di Yunnan | 47             | 0.23%                              |
| Pu'er, regione autonoma degli Hani e degli Yi (普洱哈尼族彝族自治县) | Città di Simao                             | Provincia di Yunnan | 26             | 0.12%                              |
| Regione di Zhenkang (镇康县)                                         | Città di Lincang                           | Provincia di Yunnan | 23             | 0.11%                              |
| Altre aree della Cina                                                |                                            |                     | 356            | 1.7%                               |

## Lingua
La lingua Jino appartiene al ceppo Tibeto-Birmano della famiglia linguistica sinotibetana.
Secondo il SIL International, i Jino hanno due dialetti che non sono mutuamente intelligibili, lo Youle (parlato da 13.000 Jino) e il Buynan (1000 Jino). Non esiste nessuna forma scritta ufficiale della lingua Jino. Molti Jino parlano anche la lingua Dai o il cinese.